# مسجد نامازجه
مسجد نامازجه (بالألبانية: Xhamia e Namazgjasë) أو الجامع الكبير لتيرانا (بالألبانية: Xhamia e Madhe e Tiranës) هو مسجد قيد الإنشاء يقع في مدينة تيرانا عاصمة ألبانيا. عند أكتماله سيصبح أكبر مسجد في منطقة البلقان.